# Nokia 6010
Le Nokia 6010 est un modèle de téléphone créé par Nokia en 2004. Avec toutes les fonctions basiques intégrées et un design simple, ce modèle est un parfait compromis entre la performance et le prix (100€ au lancement). 
Il sait envoyer et lire des SMS et MMS. Son design est semblable aux autres téléphones de la gamme Nokia de l'époque. Il possède en plus un grip sport et un écran couleur de 4096 couleurs. Il est un téléphone plutôt tourné vers les clients professionnels.
Il possède la plupart des fonctions d'un assistant personnel telles qu'un annuaire de 600 numéros, un agenda, une todo list, une alarme, la possibilité d'envoyer des messages multimédias, un navigateur XHTML ou encore la possibilité de personnaliser son interface. 
Il est bi-bande, mais supporte la transmission par GPRS.
Il fait 117,8 mm × 49,5 mm × 22,1 mm et pèse 107 grammes.